# ユリアン・ナーゲルスマン
ユリアン・ナーゲルスマン（ドイツ語: Julian Nagelsmann, 1987年7月23日 - ）は、ドイツ・ランツベルク・アム・レヒ出身の元アマチュアサッカー選手、現サッカー指導者。現役時代のポジションはDF。
ブンデスリーガ史上最年少監督(28歳)。

## 経歴

### 選手
地元アマチュアクラブのFCイッシングの育成部門出身。その後FCアウクスブルクのジュニアユースを経て当時ドイツ・ブンデスリーガ2部に属していたTSV 1860ミュンヘンのU17チームに移籍。2006-07シーズンに同クラブのセカンドチームへ昇格するも負傷の影響で試合には出場できなかった。
2007-08シーズン、古巣FCアウクスブルクのセカンドチーム（ドイツ5部所属）に移籍するものの公式戦出場は無し。プロ入りを果たすことはなく、膝の負傷によって2007-08シーズン途中に20歳で現役を引退した。
20歳の時、父親を自殺で亡くした。

### 指導者
シーズン途中での引退発表のためクラブとの契約が残っており、当時アウクスブルクⅡの監督を務めていたトーマス・トゥヘルの下でスカウトとして働いた。その時にトゥヘルに指導者の道に挑戦した方がよいと言われ、1860ミュンヘンからU-17のアシスタントコーチのオファーを受けたため指導者としてのキャリアをスタートさせる事を決めた。
その2年後TSG1899ホッフェンハイムに移るとU-17チームのアシスタント、U-17監督、トップチームアシスタントを務め、2013-14シーズンに就任したホッフェンハイムU-19チームでは当時26歳でチームをU-19のドイツ王者に導いた。翌シーズンも決勝まで進出したがシャルケ04に敗北し準優勝となった。

#### ホッフェンハイム
2015年10月、2016-17シーズンからホッフェンハイムのトップチームを率いることが発表されたが、2016年2月11日、前監督のフーブ・ステフェンスが健康上の理由で辞任したことによって、前倒しでの監督就任が発表された。28歳での監督就任はブンデスリーガ史上最年少での監督就任で、スポーツ界においては史上3番目の最年少での監督就任であった。就任時、チームは降格圏内である17位に位置していたが残り14試合で7勝2分5敗という成績を残し残留を勝ち取った。
翌2016-17シーズンには3バックを軸にした3-1-4-2を採用するなど自身の特色を出しつつ、前年度に残留争いに巻き込まれていたチームをボルシア・ドルトムントと3位争いを繰り広げるまでに躍進させた。クラブは4位でシーズンを終え、ホッフェンハイムはクラブ史上初となるUEFAチャンピオンズリーグ出場権を獲得した。シーズン終了後に契約を2021年まで延長するという報道もあったが、2019-20シーズンからのRBライプツィヒ監督就任が内定し、2018-19シーズンの契約満了をもって退任した。

#### ライプツィヒ

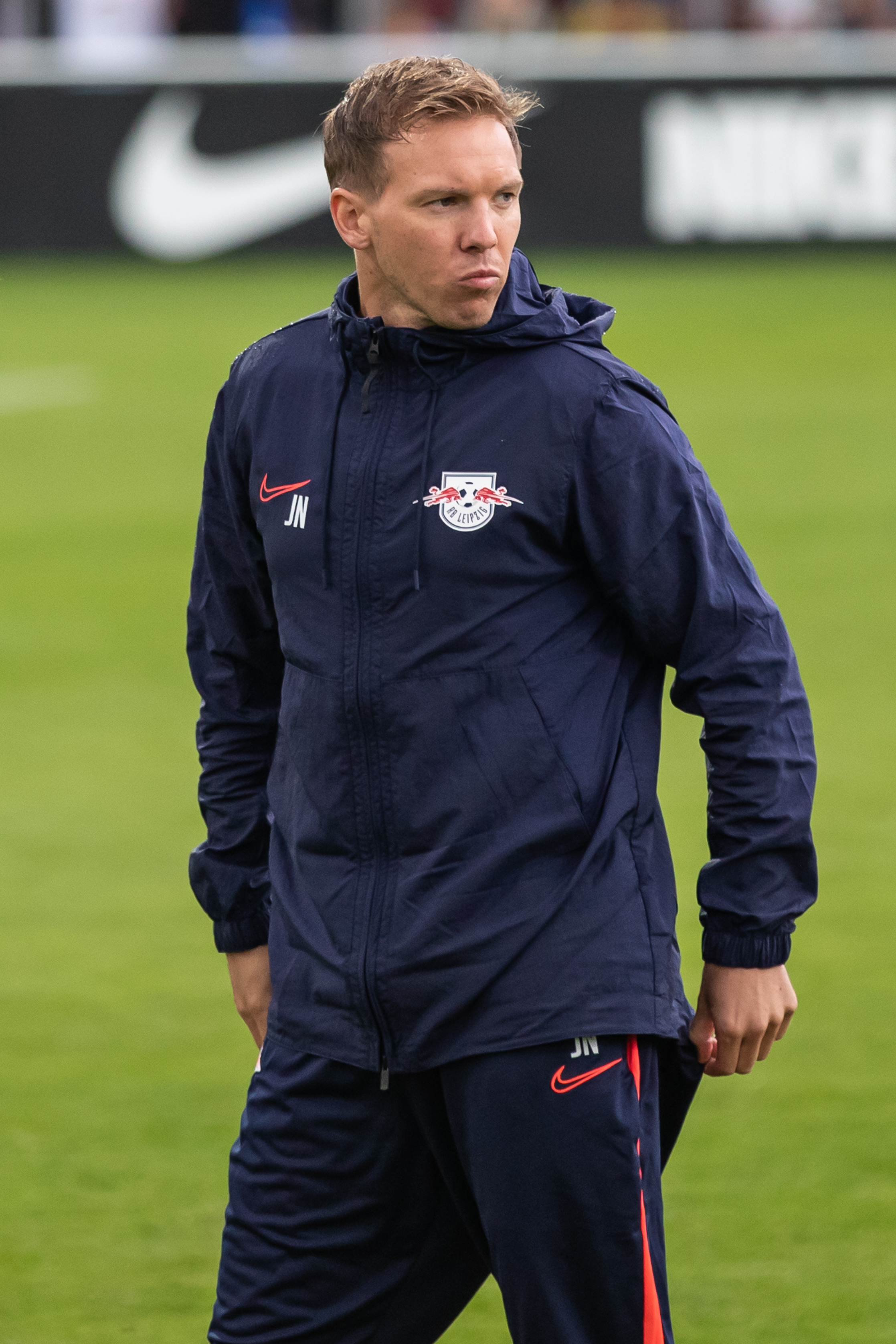
RBライプツィヒ監督時代（2019年）

2018-19シーズン終了後、RBライプツィヒの新監督に就任した。UEFAチャンピオンズリーグではグループリーグを首位で突破、ラウンド16ではモウリーニョ率いるトッテナムに勝利し、32歳231日でベスト8進出を果たしたUCL史上最年少の監督となった。

#### バイエルン

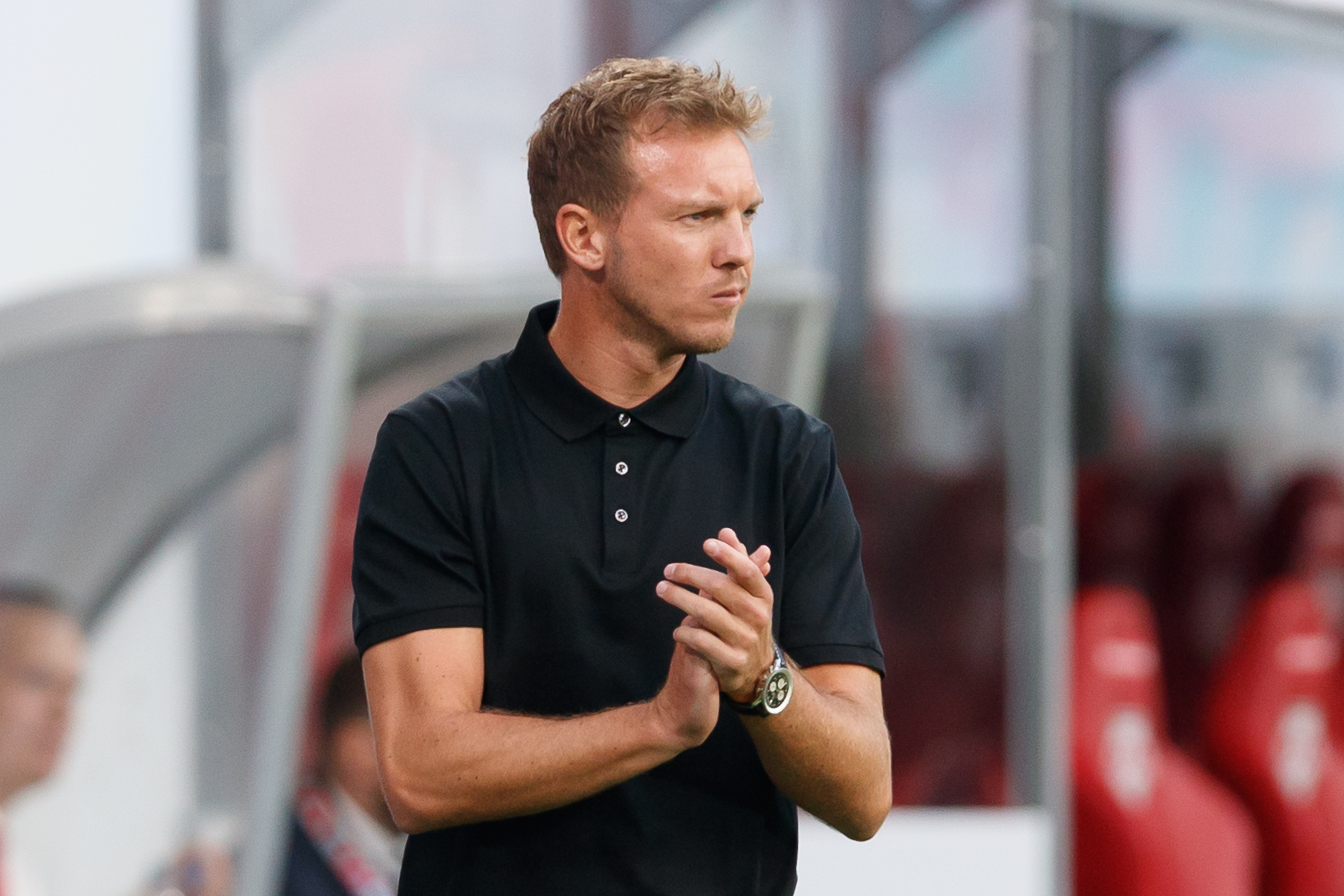
バイエルン・ミュンヘン監督時代（2022年）

2021年4月27日、同年7月よりFCバイエルン・ミュンヘンの監督を務めることが発表された。2022年4月24日、ドルトムントとの直接対決に勝利し、史上2番目の若さでブンデスリーガの優勝を飾った。
2023年3月24日、バイエルン・ミュンヘンの監督から解任され、後任にはトーマス・トゥヘルが就任した。UEFAチャンピオンズリーグではベスト16でパリ・サンジェルマンFCを下してすぐの出来事であったこともあり、国内では物議を醸した。理由としては新しいパートナーがビルト紙の記者だったことや主力選手との関係の悪化など様々な憶測を呼んでいる。

#### サッカードイツ代表
2023年9月22日、サッカー日本代表との国際試合に敗れて解任されたハンス＝ディーター・フリックの後任としてサッカードイツ代表監督に就任した。

## 人物・エピソード
- 父親の職業は軍人だと思っていたが15～16歳の時に父から、ドイツ連邦情報局のスパイだと明かされた。それ以上のことは知らされることはなく、ユリアンは「父は仕事について少し語るようになったが、マイクロパーセンテージの範囲だった。彼は自分の仕事について話すのを許されていなかった。それが自分には荷が重すぎるとよく言っていた理由でもあった。仕事の悩みを共有できなかった」と話している。また、父親はユリアンが20歳の時自殺した[26]。
- 自身はプロサッカー選手としての経験が無く、最新の技術やデータを指導に応用しているため、ナーゲルスマンを筆頭にこの型の指導者はしばしば「ラップトップ世代」と呼ばれる[27]。
- サッカーベルギー代表の監督を務める2歳年上のドメニコ・テデスコとはカーシェアをして共に指導者ライセンス取得の授業に通っていた仲であり[28]、両者ともに同時期に監督に就任した若手監督のため比較されることもある。
- 2018年、ホッフェンハイム在籍時にレアル・マドリードからのオファーを拒否した事を明かし、その理由をレアルやFCバルセロナのようなビッグクラブではファンやメディアが自身の成長を待ってくれない事や言語の面で選手と積極的にコミュニケーションをとれない事から「最大のステップだったけど、正しいステップではなかった」と語っている[29]。
- 最新テクノロジーの導入に積極的であり、パスの精度やボールタッチを向上させるためのトレーニング施設「フットボナウト」をホッフェンハイム在籍時に導入し、コーチ陣や自身がiPadで操作できるカメラを練習場に設置した。それにより選手たちの動きをハイライトしたり、監督が伝えたいことを書き込んだりする事が可能となった。さらに練習場に6m×3mの巨大スクリーンを導入し、選手たちにその場でフィードバックを送ることを出来るようにした。これに対してホッフェンハイムの元選手は「彼の練習方法はとても面白い経験だったし、これほど頭を使う練習は初めてだったよ」と述べている[30]。

## 評価
- ドイツ代表FWセルジュ・ニャブリは「常に学習し、自分の成長を感じることができた。ナーゲルスマンの戦術には、将来的に自分のプレーがよくなるために身に着けておきたい要素がたくさん含まれていたんだ」と、ナーゲルスマンの指導を受けたホッフェンハイムでの1年がバイエルンでの活躍の布石になったことを語った[31]
- ティモ・ヴェルナーは「僕はナーゲルスマンの下で、より何でもできる選手になった。今季(2019-20シーズン)はいろいろなポジションでプレイしているんだ。これまでのように純粋なストライカーとしてだけでなく、ドルトムント戦では左や右といったサイドの役割も任された。時には10番の位置に入ることもあるね」と話し、ナーゲルスマンが就任し、ポジション的な自由を与えられたことこそが好調の要因だと語っている[32]

## 監督成績
2023年3月24日現在
| クラブ                 | 就任           | 退任           | 記録 | 記録 | 記録 | 記録 | 記録 | 記録 | 記録 | 記録   |
| クラブ                 | 就任           | 退任           | 試   | 勝   | 分   | 敗   | 得   | 失   | 差   | 勝率   |
| ---------------------- | -------------- | -------------- | ---- | ---- | ---- | ---- | ---- | ---- | ---- | ------ |
| ホッフェンハイム       | 2016年 2月11日 | 2019年 6月30日 | 136  | 55   | 43   | 38   | 257  | 197  | +60  | 040.44 |
| ライプツィヒ           | 2019年 7月1日  | 2021年 4月26日 | 95   | 54   | 22   | 19   | 193  | 108  | +85  | 056.84 |
| バイエルン・ミュンヘン | 2021年 7月1日  | 2023年 3月24日 | 84   | 60   | 14   | 10   | 255  | 84   | +171 | 071.43 |
| 合計                   | 合計           | 合計           | 315  | 169  | 79   | 67   | 705  | 389  | +316 | 053.65 |

## タイトル

### クラブ
ホッフェンハイムU-19
- U19ブンデスリーガ（英語版）: 2013-14
- U19ブンデスリーガ 南・南西地区: 2013-14, 2014-15

バイエルン・ミュンヘン
- ブンデスリーガ：2021-22
- DFLスーパーカップ：2021, 2022

### 個人
- VDVシーズン最優秀監督（ドイツ語版）: 2016-17[33]
- ドイツ年間最優秀監督（英語版）: 2017